# Ctenocella rubra
Ctenocella rubra är en korallart som först beskrevs av Wright och Studer 1889.  Ctenocella rubra ingår i släktet Ctenocella och familjen Ellisellidae. Inga underarter finns listade i Catalogue of Life.